# Law Uk Folk Museum

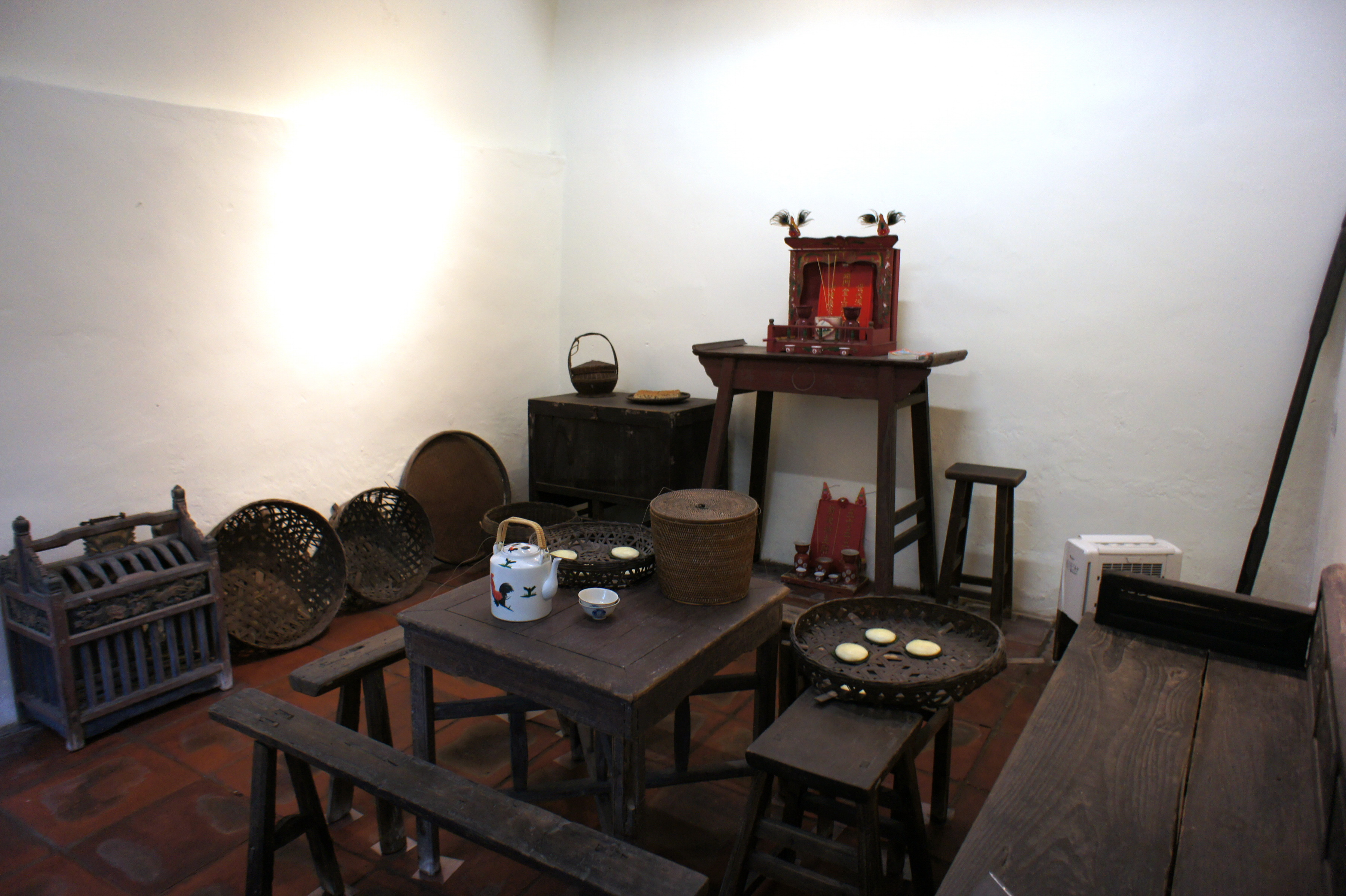
Haupthalle des Law Uk-Gebäudes

Law Uk (chinesisch 羅屋 / 罗屋, Pinyin Luó wū, Jyutping Lo4 uk1, Yale Lòh ūk – „Laws Haus; sinngemäß: Haus der Familie Law“) ist ein ehemaliges Hakka-Dorfhaus in Chai Wan, Hongkong. Es ist benannt nach dem Namen der Familie Luo, welcher das Haus gehörte. Es wurde Mitte des 18. Jahrhunderts während der Zeit der Qing-Dynastie erbaut, etwa 90 Jahre bevor die Briten Hong Kong Island unter ihre Kontrolle brachten. Es wurde in den 1970ern wiederentdeckt und ist heute ein Declared Monument of Hong Kong. Nach einer umfassenden Renovierung wurde es als Law Uk Folk Museum (羅屋民俗館 / 罗屋民俗馆,  Luówū mínsúguǎn, Jyutping Lo4uk1 man4zuk4gun2) eröffnet, als Zweigstelle des Hong Kong Museum of History. Es ist das letzte Beispiel der Hakka-Architektur in dem Gebiet.

## Geschichte
Es ist nicht genau bekannt, wann Law Uk erbaut worden ist, aber man schätzt, dass das Haus Mitte des 18. Jahrhunderts erbaut wurde. In diese Zeit fiel der Umzug der Familie Law aus dem Bao’an County in Guangdong nach Hongkong. Ungefähre Bau-Daten können durch offizielle Dokumente der Qing-Dynastie ermittelt werden, die zwischen 1767 und 1796 ausgefertigt wurden. Die Existenz dieser Dokumente, die sich im Besitz der Familie befanden, kam erst im Zuge der Wiederentdeckung ans Licht. Zu der Zeit als es gebaut wurde, stand das Haus an Hong Kong Islands Waterfront am Victoria Harbour. Heute liegt es viel weiter Inland aufgrund der Landgewinnungsprojekte.
Das Gebiet um das heutige Chai Wan war ursprünglich unbewohnt und bestand aus Felsgrund und Waldland. Als die Familie Law dorthin zog, gehörten sie zu einer Gruppe von ca. 300 Hakka, die sich in dem Gebiet ansiedelten und ein Dorf gründeten. Viele der neuzugezogenen arbeiteten als Steinbrucharbeiter in den benachbarten Steinbrüchen. Andere waren Fischer, die im Meer ihren Lebensunterhalt suchten. Die Law-Familie jedoch waren ärmliche Reisbauern, die ebenfalls Hühner und Schweine auf ihrem Grund züchteten.
Einer der Flügel des Law Uk wurde während der Schlacht um Hongkong 1941 zerstört, als eine japanische Bombe darüber abgeworfen wurde. Dennoch lief das Leben während der Japanischen Besetzung Hongkongs bis 1945 in dem Gebäudekomplex wie gewohnt weiter. Nach dem Ende des Zweiten Weltkriegs wuchs die Zahl der Flüchtlinge in Hongkong dramatisch und man begann Slum-Hütten auf den Hügeln rund um Chai Wan anzulegen. Dadurch endete der ursprüngliche Lebensstil der Hakka („destroy[ing] the Hakka’s way of life“).
Aufgrund der Landknappheit wurde das Hakka-Dorf geräumt und abgerissen und Chai Wan wurde in ein Industriegebiet mit zahlreichen Public Housing Estates umgewandelt. Auch die Familie Law wurde 1960 umgesiedelt und in eines der umgebenden Housing Estates gesteckt. Ähnlich ging es allen Dorfbewohnern, die heute in Apartment-Komplexen leben, wo früher das Dorf stand.

## Restaurierung

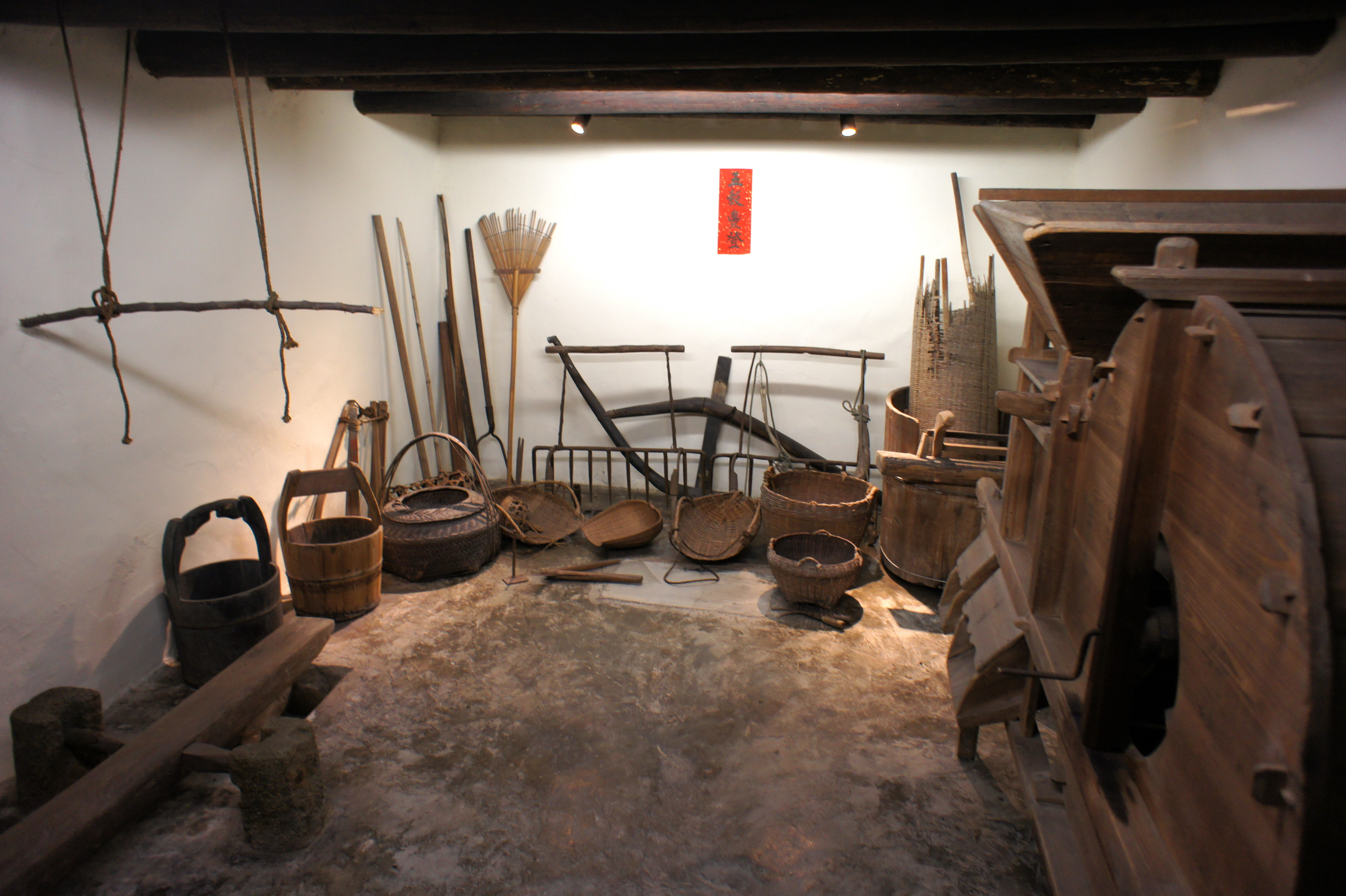
Werkzeugraum

Vor der Wiederentdeckung verfiel Law Uk und wurde als Werkstatt für Metall-Möbel benutzt. Aufgrund der Sprühlacke und anderer leicht entzündlicher Materialien war das Anwesen eine Brandgefahr. Das Resettlement Department entdeckte das Haus jedoch Anfang der 1970er und drängte den Kurator des neuen Hong Kong Museum of History (eröffnet im Juli 1975) — das Anwesen aufzukaufen und zu renovieren.
Das Gebäude wurde restauriert und als Law Uk Folk Museum 1989 eröffnet. Im gleichen Jahr wurde es zum Declared Monument of Hong Kong erklärt. Das Museum dient als eine von drei Zweigstellen des Hong Kong Museum of History, zusammen mit dem Hong Kong Museum of Coastal Defence und dem Lei Cheng Uk Han Tomb Museum. Mittlerweile gibt es fünf Zweigstellen mit der Fireboat Alexander Grantham Exhibition Gallery und dem Dr Sun Yat-sen Museum.
Das Museum ist relativ klein und liegt nicht ideal zwischen Industriebetrieben, so dass relativ wenige Besucher kommen und im Laufe der Jahre gab es immer wieder Stimmen, die eine Schließung in Erwägung zogen.
Law Uk ist das einzige überkommene Dorfhaus und das letzte Beispiel eines traditionellen Hakka-Hauses in Chai Wan.

## Architektur
Law Uk ist ein „typisches“ Hakkawohnhaus in Hongkong, mit fünf Gebäuden, wo eine Familie mit ca. zehn Personen leben konnte. Rund um eine Haupthalle sind die Räume symmetrisch angelegt und im vorderen Bereich der Haupthalle dient ein Lichthof zur Licht- und Luftzufuhr. Dies war ein charakteristisches Bauelement, weil das Haus nur wenige Fenster hatte, aus Angst vor Räubern und Piraten.
Im Zuge der Restaurierung in den 1980ern wurde ein neuer Annex (deutsch Anbau) errichtet, der im gleichen Stil wie die restlichen Räume des Law Uk gehalten ist.